# حموده احمد البشیر
حموده احمد البشیر (انگلیسی: Hamouda Ahmed El Bashir؛ زادهٔ ۳ ژانویهٔ ۱۹۸۴) بازیکن فوتبال اهل سودان بود.
از باشگاه‌هایی که در آن بازی کرده‌است می‌توان به باشگاه فوتبال الهلال، باشگاه فوتبال الهلال ام درمان، و باشگاه فوتبال الاهلی عربستان سعودی اشاره کرد.
وی همچنین در تیم ملی فوتبال سودان بازی کرده‌است.